# Gymnothorax gracilicauda
Gymnothorax gracilicauda är en fiskart som beskrevs av Jenkins, 1903. Gymnothorax gracilicauda ingår i släktet Gymnothorax och familjen Muraenidae. Inga underarter finns listade i Catalogue of Life.